# Obana nigrapicata
Obana nigrapicata là một loài bướm đêm trong họ Noctuidae.